# William Beach Thomas

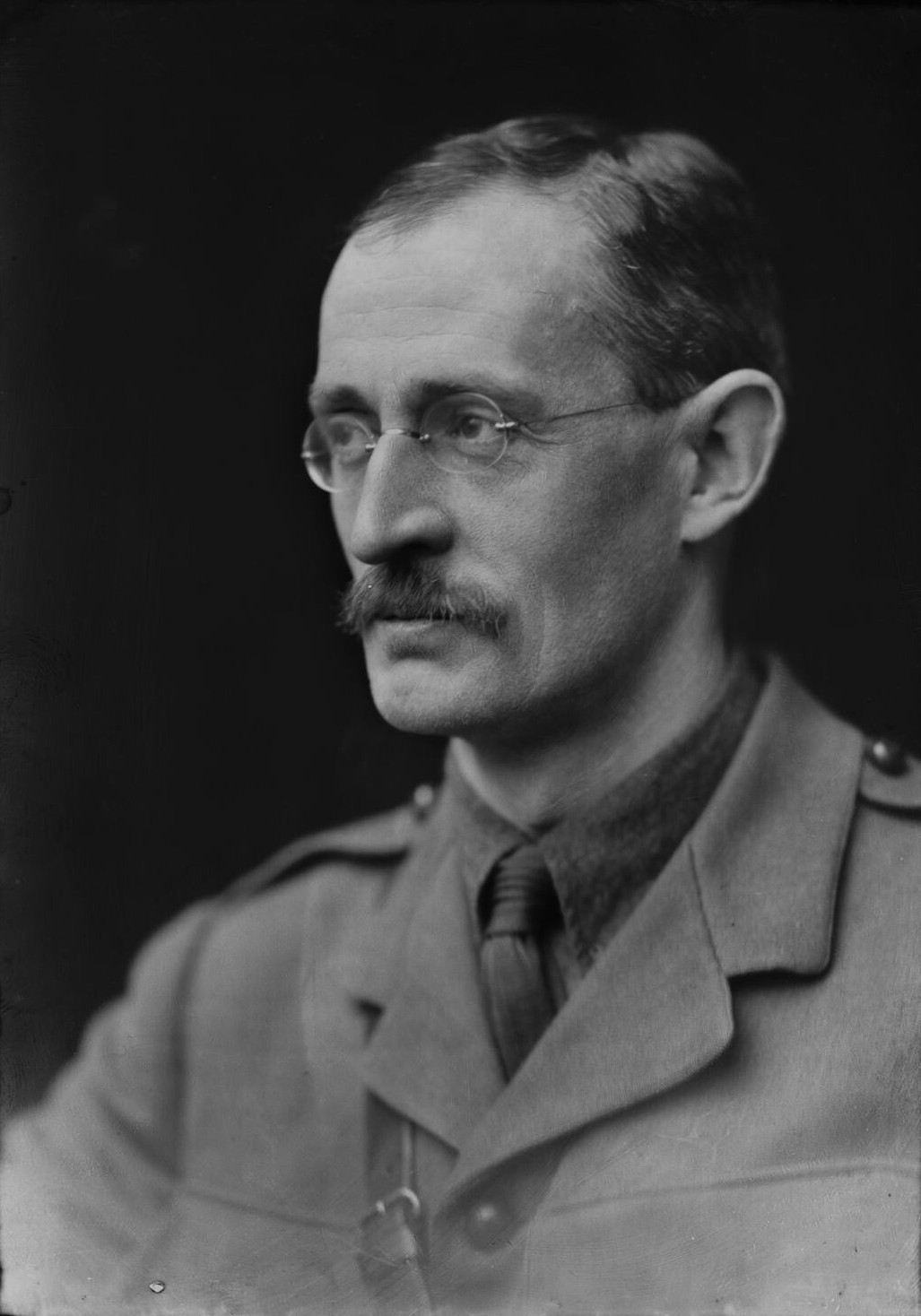
William Beach Thomas in 1917, photographed by George Charles Beresford

William Beach Thomas (22 tháng 5 năm 1868 - ngày 12 tháng 5 năm 1957) là một tác giả và nhà báo người Anh nổi tiếng với công việc phóng viên chiến tranh và tác phẩm của ông về thiên nhiên và đời sống đất nước.
Beach Thomas là con trai của một mục sư ở nông thôn. Ông theo học trường Shrewsbury và Đại học Oxford trước khi bắt tay vào một sự nghiệp thầy giáo ngắn ngủi. Cảm thấy việc làm này khó chịu, ông chuyển sự chú ý của mình để viết bài cho các tờ báo và tạp chí, và bắt đầu viết sách.
Trong những năm đầu của thế chiến I, Beach Thomas đã thách thức chính quyền quân sự khi viết những báo cáo những tin tức từ mặt trận phía Tây cho cơ quan của mình, tờ Daily Mail. Kết quả là, ông bị giam giữ một thời gian ngắn trước khi được cấp chứng nhận chính thức là một phóng viên chiến trường. Phóng sự của mình cho phần còn lại của cuộc chiến đã nhận được sự công nhận quốc gia, mặc dù bị một số người chỉ trích và bị các binh sĩ chế giễu. Cuốn sách của ông With the British on the Somme (1917) miêu tả những người lính Anh với quan điểm ủng hộ. Cả Pháp và Anh đã ban thưởng cho ông với tước hiệp sĩ sau chiến tranh.